# 特雷熱里群島

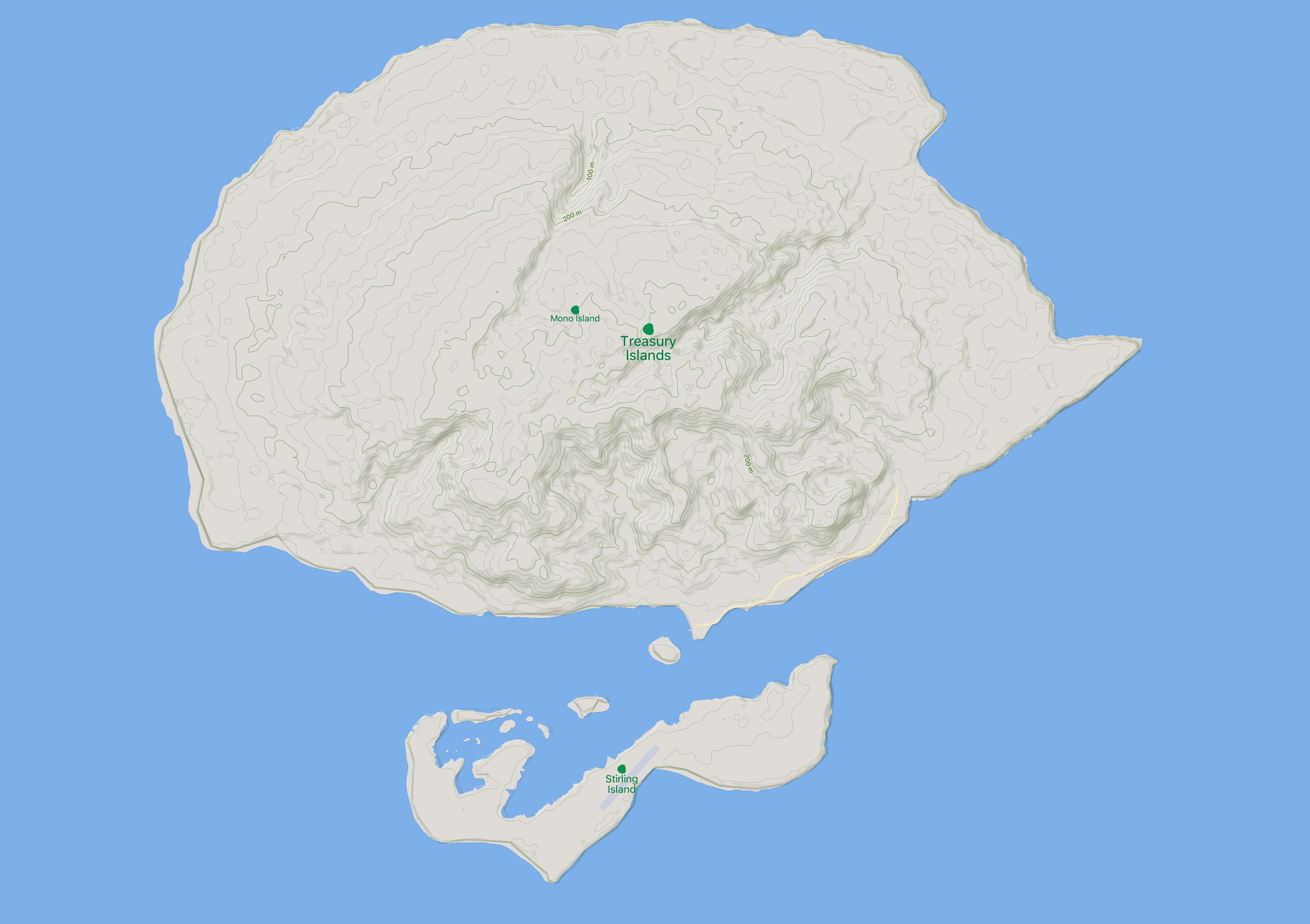
特雷熱里群島：莫諾島（上）和斯特靈島（下）

特雷熱里群島是太平洋所羅門群島的群島，由西部省管轄，座標7°23′15″S 155°33′30″E / 7.38750°S 155.55833°E，位於布干維爾島以南數公里，距離肖特蘭群島24公里，最大的島嶼是莫諾島和斯特靈島，在1788年由英國皇家海軍發現。第二次世界大戰期間，群島落入日本手中，直至1943年10月25-27日。

## 外部連結
- The Treasury Islands Campaign
- Stirling Island （页面存档备份，存于）